# Sphaeromopsis heardi
Sphaeromopsis heardi là một loài chân đều trong họ Sphaeromatidae. Loài này được Kensley & Schotte miêu tả khoa học năm 1994.